# Zethes tawan
Zethes tawan là một loài bướm đêm trong họ Erebidae.